# Пітер Кері (письменник)
Пітер Кері (англ. Peter Carey) — австралійський письменник, відомий реалістичними, фентезійними та науково-фантастичними творами. Один з двох письменників, разом з Дж. М. Кутзеє, що виграли Букерівську премію двічі. Першу він отримав у 1988 році за Oscar and Lucinda, а другу у 2001 за True History of the Kelly Gang. У травні 2008 року його також було номіновано на «Best of the Booker Prize».

## Переклади українською
- Пітер Керрі. Крадіжка. Переклад з англійської: Володимир Горбатько. Харків: КСД, 2008. 352 стор. ISBN 978-966-343-786-6
- Пітер Керрі. Папуга та Олів'є в Америці. Переклад з англійської: Т. А. Андрієвська. Харків: Фоліо, 2012. 574 стор. ISBN 978-966-03-5960-4 (Карта світу. Австралія)
- Пітер Керрі. Магія сліз. Переклад з англійської: Володимир Горбатько. Харків: Фоліо, 2014. 348стор. ISBN 978-966-03-6755-5 (Карта світу. Австралія) (додатковий наклад у 2015)